# 20 (getal)
Twintig is een getal met de waarde één meer dan negentien, of twee maal tien. In het decimale stelsel wordt twintig geschreven als 20. Twintig gaat vooraf aan 21.

## In de wiskunde
- 20 is een driehoekig piramidegetal.
- Er bestaan vijf regelmatige veelvlakken. Een daarvan is het regelmatige twintigvlak (icosaëder).

## In natuurwetenschap
- Het atoomnummer van calcium.

## In de tijdsrekening
- Twintig uur (20.00 uur) is acht uur in de avond.

## In het Nederlands
- Twintig is een hoofdtelwoord.

## Bij deMaya
- De Mayakalender is goeddeels gebaseerd op een twintigtallig stelsel.

## Overig
- Twintig eieren is een stijg eieren.
- 20 is het landnummer voor internationale telefoongesprekken naar Egypte.

## Voorvoegsels
Voorvoegsels die het aantal 20 aanduiden en zijn afgeleid van het Griekse εικοσι, dat 20 betekent, zijn 'icosa', bijvoorbeeld in icosaëder en icosathlon, en 'eicosa', bijvoorbeeld in eicosaan.